# Lyle Campbell
Lyle Campbell é um linguista considerado um dos mais importantes peritos em línguas ameríndias, especialmente das famílias maia e uto-asteca, bem como em linguística histórica. Além dos seus conhecimentos sobre línguas mesoamericanas, é também um entendido em línguas fino-úgricas. Actualmente, é professor de linguística na Universidade de Utah, em Salt Lake City, e director do Centro de Línguas Ameríndias da mesma universidade.

## Vida e obra
Criado em Oregon, Campbell recebeu o seu B.A. em arqueologia e antropologia em 1966, pela Universidade Brigham Young, o seu M.A. em linguística pela Universidade de Washington em 1967, e o seu doutoramento em linguística pela UCLA em 1971. 
Campbell ensinou nas seguintes universidades: Universidade de Missouri (1971-74), Universidade de Nova Iorque em Albany (1974-89), Universidade Estadual de Louisiana (1989-94) e na Universidade de Canterbury, em Christchurch, Nova Zelândia (1994-2004).
Entre os temas em que é perito encontra-se a história da linguística histórica e a sua metodologia. É um crítico proeminente de afirmações extremas, como as de Merritt Ruhlen e Joseph Greenberg, sobre a relação genética entre as línguas.
É autor de numerosas obras  no domínio da linguística.